# 味噌カレー牛乳ラーメンってめぇ〜の?
『味噌カレー牛乳ラーメンってめぇ〜の？』（みそカレーぎゅうにゅうラーメンってめぇ〜の?）は、2022年4月15日に公開された日本映画。監督は片山拓、主演は仲本愛美。
略称は「みそめん」。
青森県在住のサブカル好きの女子高生が「イタコ」の継承者としての道と、憧れの上京生活への道との選択に葛藤していく。そして、ふとしたことから取り憑かれた狐の霊との友情を育み、周囲を巻き込みながらも、様々な困難を乗り越えて成長していく様がドタバタ青春コメディとして繰り広げられる。
映画の舞台は、青森県下北半島のむつ市と東京都世田谷区の下北沢、両方の「下北」がクロスオーバーしている。

## 製作
小説投稿サイト「monogatary.com」にて映画原作オーディションを開催し、集まった約600の作品の中から、監督やプロデューサーらスタッフによる選考を経て、石黒志玖夢「下北沢で出会った君の話」が大賞に決定し、本作品の原作となっている。
主演の仲本は「うつつが破天荒で可笑しなキャラではあるんですけど、物語後半にいくにつれ感情が変化というか人間が成長していくんです！そんな過程に注目してもらいたいですね。私も観るのが楽しみです」とコメントしている。
主人公の親友・葉月を演じた喜多は「ぶっ飛んでて、最高に楽しめる映画です！ 見終わったあとは何だか心がほっこりする、不思議だけど愉快な映画なので、是非たくさんの方に観ていただけると嬉しく思います！」と語っている。

## キャスト
二本柳うつつ（にほんやなぎ うつつ）
演 - 仲本愛美（Kimono Girls）
主人公。青森県在住の女子高生。サブカルに傾倒し、破天荒な面を持つ。
ユメ
演 - 重川茉弥（Kimono Girls、声優出演)
ひょんなことからうつつに取り憑いた狐の霊。うつつの相棒となる。
蝶野春（ちょうの はる）
演 - 中川大輔
うつつの憧れの男性。
菊池葉月（きくち はづき）
演 - 喜多乃愛
うつつの親友で、唯一の理解者。
阿諏訪雄馬（あすわ ゆうま）
演 - 坪根悠仁
うつつが下北沢で出会う京都から遊びに来た大学生。
野良レスラー
演 - ハリウッドザコシショウ
小林
演 - アキラ100%
うつつが通う高校の担任。
葉月の父
演 - 温水洋一
二本柳楓（にほんやなぎ かえで）
演 - 小林由梨
二本柳幸（にほんやなぎ さち）
演 - 橘暁子
うつつの祖母。イタコをしている。

## スタッフ
- 原作 - 石黒志玖夢「下北沢で出会った君の話」
- 監督 - 片山拓（440Project）
- CG監督 - 堀之内章人
- 脚本 - 静森夕
- 製作プロデューサー - 衣笠圭祐
- エグゼクティブプロデューサー - 大森龍（440Project）
- 劇伴 - SI.V
- 主題歌 - cadode「かたばみ」（Flying-Pan Record）
- 挿入歌 - 岩橋さき「コンコンダンス」、yota hachikuma「ウエイクアップ/羊を数えただけで眠れた試しはナイチンゲール」
- 制作 - 440Project、東京ジーザス.inc、東京工芸大学 TPU映像制作サークル、sense.
- 脚本協力 - monogatary.com
- 協力 - WEGO 下北沢店、青森味噌カレー牛乳ラーメン普及会
- ロケ地協力 - I LOVE 下北沢
- ビジュアルデザイン - 末澤侑奈（バンタンデザイン研究所 大阪校）
- 撮影 - 水垣喜紀、長谷川康太郎
- 照明 - 渡邉幸朔
- 録音 - 喜友名且志
- 美術 - 車田泰雄（440Project）
- スタイリスト - RYUSEI MORI
- ヘアメイク - 池田眞美子、小野紗友美、齋藤美幸
- キャラクターデザイン - 松田康祐（株式会社久保山産業）
- キービジュアルデザイン - 末澤侑奈（バンタンデザイン研究所大阪校）、車田泰雄（440Project）
- 配給 - シネブリッジ
- 製作 - 440Project

## その他

### 「味噌カレー牛乳ラーメン」
- 作品のタイトルにもなっている「味噌カレー牛乳ラーメン 」は、「味噌をベースにカレー粉、牛乳が絶妙なバランスのスープにバター、もやし、メンマ、わかめをトッピング。札幌で活躍していた佐藤清氏（故人）が青森市に開いた『味の札幌』で中高生の発想により誕生して以来、青森市民のソウルフードとなっている[8]」。

- 主演の仲本は、このラーメンについて、「名前の通り、まず味噌の味がして、次にカレーが来て、最後に牛乳とかバターの乳製品の味がするんです。『混ざってる』ってより順々に『まろやかさ』が来る不思議なラーメンです」と語っており[4]、主人公の親友・葉月を演じた喜多も「味噌カレー牛乳ラーメン、めっちゃめぇ～でした！」とコメントしている[2]。